# Playas de Xivares, Peña María y Aboño

Las Playas de Xivares, Peña María y Aboño, se ubican en la parroquia de Albandi, en el concejo de Carreño, Asturias. Se enmarcan en las playas de la Costa Central asturiana y pese a presentar vegetación en la playa, al igual que ocurre con prácticamente la totalidad de la Costa Central asturiana, no están consideradas paisaje protegido.

## Descripción
Oficialmente se la conoce como Playa Xivares, pese a estar compuesta por tres calas de diverso tamaño que se diferencian tan solo en su nombre. La cala que se encuentra más cercana a la zona urbanizada de Xivares recibe el nombre de Playa Xivares, la siguiente se conoce como Xivares 2 o Playa de Peña María, y la que se sitúa junto a ría de Aboño, es conocida como Playa de Aboño, siendo la más pequeña, contando con unos 350 metros de longitud, y la menos frecuentada. Las tres calas se unifican en bajamar y presentan las mismas características y forma de concha, dando lugar en su unión a un enorme arenal.

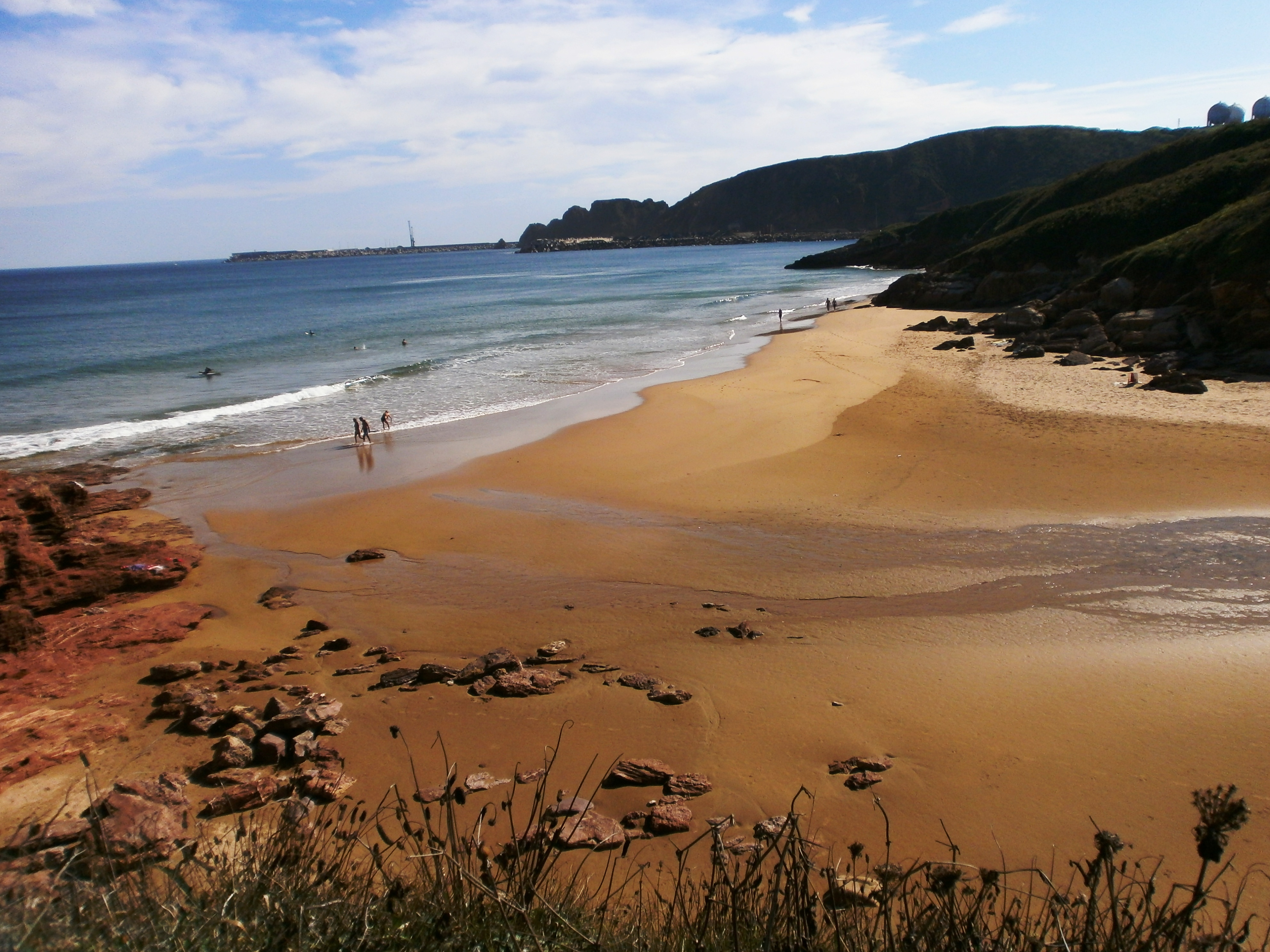
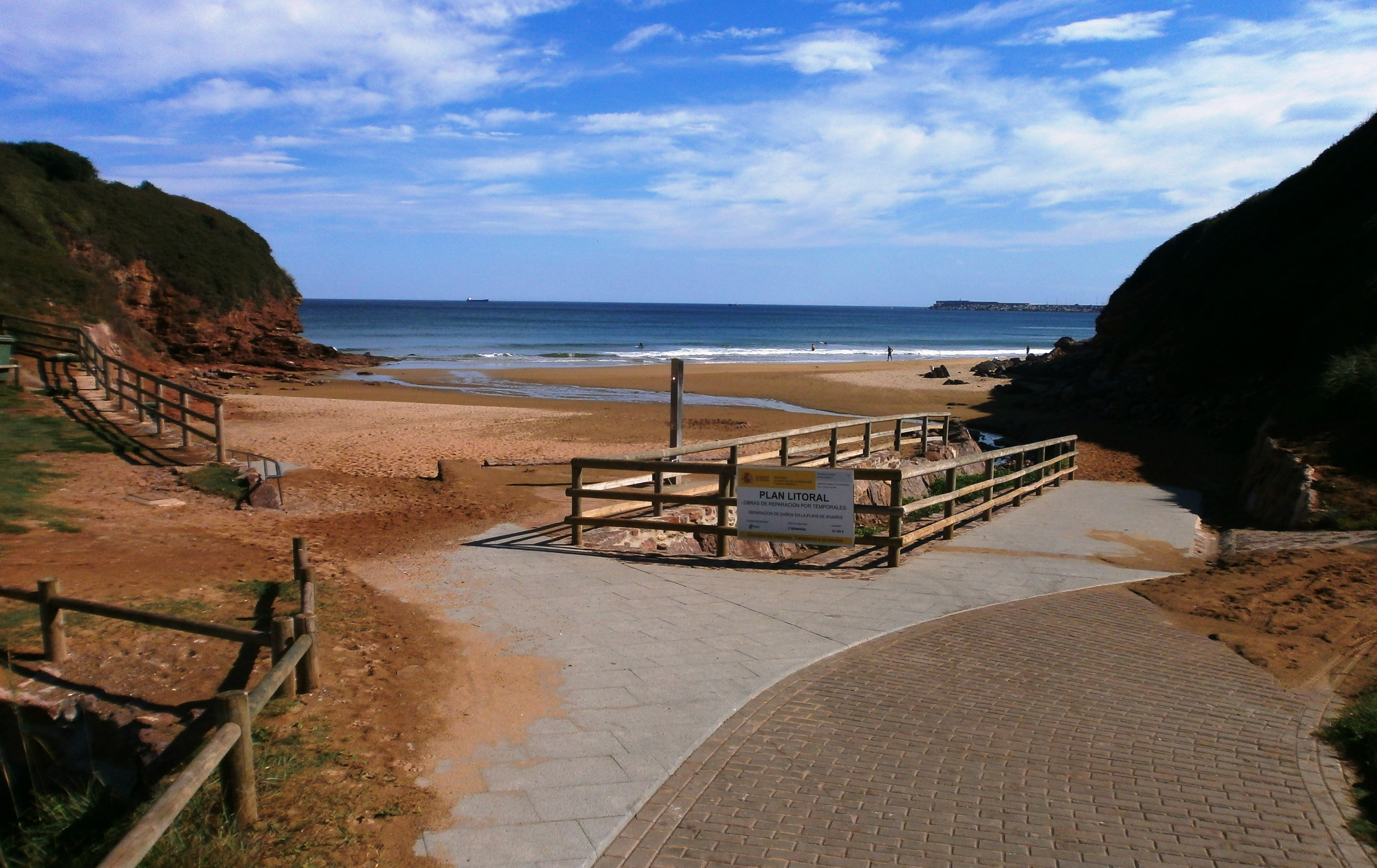

Cuenta con gran variedad de servicios, lavabos, duchas, papeleras, limpieza, teléfono, establecimiento de bebidas y comidas, señalización de peligro así como equipo de salvamento durante la época estival.